# Дубов, Владимир (борец)
Владимир Владимирович Дубов (род. 20 февраля 1988, Дмитровка, Одесская область) —Украинский и болгарский борец вольного стиля, призёр  чемпионатов Европы и мира, финалист (5 место) летних Олимпийских игр 2016 года в Рио-де-Жанейро, победитель и призёр международных турниров. 

## Олимпиада
На Олимпиаде Дубов последовательно по очкам победил в 1/8 финала американца Дэнитэля Дэвиса, а в 1/4 — румына Ивана Гвиди. В полуфинале Дубов уступил будущему олимпийскому чемпиону этих игр Владимиру Хинчегашвили. В схватке за бронзовую медаль Дубов уступил азербайджанцу Гаджи Алиеву и занял итоговое пятое место.